# Regionalwahl in Venetien 1990
Die Regionalwahl in Venetien 1990 fand am 6. und 7. Mai statt.

## Wahlergebnis
| Listen            | Listen                                        | Stimmen   | %    | Mandate |
| ----------------- | --------------------------------------------- | --------- | ---- | ------- |
|                   | Democrazia Cristiana                          | 1.294.996 | 42,4 | 27      |
|                   | Partito Comunista Italiano                    | 475.342   | 15,6 | 10      |
|                   | Partito Socialista Italiano                   | 419.087   | 13,7 | 8       |
|                   | Lista Verde – Verdi Arcobaleno                | 217.440   | 7,1  | 4       |
|                   | Liga Veneta – Lega Lombarda                   | 180.676   | 5,9  | 3       |
|                   | Movimento Sociale Italiano – Destra Nazionale | 83.225    | 2,7  | 1       |
|                   | Partito Repubblicano Italiano                 | 77.932    | 2,6  | 1       |
|                   | Partito Socialista Democratico Italiano       | 65.424    | 2,1  | 1       |
|                   | UV – Union Veneto                             | 58.093    | 1,9  | 1       |
|                   | Partito Liberale Italiano                     | 48.767    | 1,6  | 1       |
|                   | Caccia Pesca Ambiente                         | 47.289    | 1,5  | 1       |
|                   | Antiproibizionisti sulla Droga                | 33.974    | 1,1  | 1       |
|                   | Civica (PSd'Az – Sonstige)                    | 26.235    | 0,9  | 1       |
|                   | Democrazia Proletaria                         | 25.720    | 0,8  | –       |
|                   | L’Uomo Qualunque                              | 1.406     | 0,0  | –       |
| Gesamt            | Gesamt                                        | 3.055.606 | 100  | 60      |
|                   |                                               |           |      |         |
| Ungültige Stimmen | Ungültige Stimmen                             | 222.641   | 6,8  |         |
| Wähler            | Wähler                                        | 3.278.247 | 90,8 |         |
| Wahlberechtigte   | Wahlberechtigte                               | 3.610.734 |      |         |